# 马赫GoGoGo
《馬赫GoGoGo》是龙之子制作公司制作的日本电视动画作品，於1967年4月2日到1968年3月31日期間由富士電視台播放共52集。1997年1月9日到9月24日期間由東京電視台播放重製版共34集。

## 故事介绍
賽車手三船剛开自己父親製造的跑車「音速號」與世界各地的車手比赛，该车有七種功能。但每次比賽都會有意外傷亡，原來是背後有組織影响比赛。為了不让人无故犧牲，三船剛與音速號阻止邪惡組織為非作歹。

## 登場人物

### 1967年版
三船剛（聲：田中雪彌（日本））
志村美智（聲：松尾佳子→杉田郁子→野村道子（日本））
三船大介（聲：大宮悌二（日本））
三船綾（聲：來宮良子（日本））
三船栗雄（聲：堀絢子（日本））
三平（聲：大竹宏（日本））
薩布（聲：富山敬（日本））
蒙面賽車手（聲：愛川欽也（1967年）、森川智之（1997年）（日本））
六鄉刑警（聲：內海賢二（日本））
布萊克（聲：小林清志（日本））
坂井元三（聲：矢田耕司（日本））

### 1997年版
響剛（聲：远近孝一（日本））
風見舞（聲：村井每早（日本））
風見渡（聲：熊井統子（日本））
小純（聲：岡村明美（日本））
響大輔（聲：稻葉實（日本））
響美鈴（聲：澤海陽子（日本））
立石匠（聲：石田彰（日本））
傑特森（聲：檜山修之（日本））
米迦勒（聲：古澤徹（日本））
塞席爾·葉月（聲：田中敦子（日本））
波波阿（聲：小林修（日本））
雷德（聲：小野英昭（日本））
布萊克（聲：天田益男（日本））
秋葉原教授（聲：八奈見乘兒（日本））
管理官（聲：鹽澤兼人（日本））
油門（聲：勝生真沙子（日本））
離合器（聲：梁田清之（日本））
傑貝特（聲：瀧口順平（日本））

## 電視動畫

### 每集標題
1967年
| 集數        | 標題 | 翻譯                     | 日本首播日期 |
| ----------- | ---- | ------------------------ | ------------ |
| 1           |      | 飛吧！音速號（上集）     | 1967年4月2日 |
| 2           |      | 飛吧！音速號（下集）     | 4月9日       |
| 3           |      | 神秘蒙面車手（上集）     | 4月16日      |
| 4           |      | 神秘蒙面車手（下集）     | 4月23日      |
| 5           |      | 經典車的秘密（上集）     | 4月30日      |
| 6           |      | 經典車的秘密（下集）     | 5月5日       |
| 7           |      | 猛瑪象賽車的挑戰（上集） | 5月14日      |
| 8           |      | 猛瑪象賽車的挑戰（下集） | 5月21日      |
| 9           |      | 魔之亞克羅巴特族（上集） | 5月28日      |
| 10          |      | 魔之亞克羅巴特族（中集） | 6月4日       |
| 11          |      | 魔之亞克羅巴特族（下集） | 6月11日      |
| 12          |      | 馬連哥的復仇（上集）     | 6月18日      |
| 13          |      | 馬連哥的復仇（下集）     | 6月25日      |
| 14          |      | 死亡沙漠競速（上集）     | 7月2日       |
| 15          |      | 死亡沙漠競速（下集）     | 7月9日       |
| 16          |      | 印加地下競速（上集）     | 7月16日      |
| 17          |      | 印加地下競速（下集）     | 7月23日      |
| 18          |      | 尼加拉瀑布的祕寶（上集） | 7月30日      |
| 19          |      | 尼加拉瀑布的祕寶（下集） | 8月6日       |
| 20          |      | 惡魔賽車（上集）         | 8月13日      |
| 21          |      | 惡魔賽車（下集）         | 8月20日      |
| 22          |      | 音速號千鈞一髮（上集）   | 8月27日      |
| 23          |      | 音速號千鈞一髮（下集）   | 9月3日       |
| 24          |      | 小孩子的錦標賽（上集）   | 9月10日      |
| 25          |      | 小孩子的錦標賽（下集）   | 9月17日      |
| 26          |      | 消除速度                 | 9月24日      |
| 27          |      | 埃及豔后的詛咒（上集）     | 10月1日      |
| 28          |      | 埃及豔后的詛咒（下集）     | 10月8日      |
| 29          |      | 黃金之手                 | 10月15日     |
| 30          |      | 堤壩邊的對決             | 10月22日     |
| 31          |      | 疾風忍者賽車（上集）     | 10月29日     |
| 32          |      | 疾風忍者賽車（下集）     | 11月5日      |
| 33          |      | 暴風雨的決鬥             | 11月12日     |
| 34          |      | 唱片賽車大暴走           | 11月19日     |
| 35          |      | 叢林中的怪戰車（上集）   | 11月26日     |
| 36          |      | 叢林中的怪戰車（下集）   | 12月3日      |
| 37          |      | 地獄計算魔人             | 12月10日     |
| 38          |      | 秘密諜報員9號（上集）    | 12月17日     |
| 39          |      | 秘密諜報員9號（下集）    | 12月24日     |
| 40          |      | 恐怖炸彈車               | 1968年1月7日 |
| 41          |      | 魔幻鋼鐵城               | 1月14日      |
| 42          |      | 鳳梨競速                 | 1月21日      |
| 43          |      | 第0號魔女                | 1月28日      |
| 44          |      | 殺人賽車V2號             | 2月4日       |
| 45          |      | 摔角賽車X                | 2月11日      |
| 46          |      | 自動阿帕奇的襲擊         | 2月18日      |
| 47          |      | 怪獸賽車復活             | 2月25日      |
| 48          |      | 破車錦標賽               | 3月4日       |
| 49          |      | 熱氣球的敢死逃脫         | 3月11日      |
| 50          |      | 亞克羅巴特族的逆襲       | 3月18日      |
| 51          |      | 史上最大競速（上集）     | 3月25日      |
| 52 (完結篇) |      | 史上最大競速（下集）     | 3月31日      |

1997年
| 集數        | 標題 | 翻譯                                | 日本首播日期 |
| ----------- | ---- | ----------------------------------- | ------------ |
| 1           |      | 他名為音速號!!                      | 1997年1月9日 |
| 2           |      | 追擊的死亡高溫                      | 1月16日      |
| 3           |      | 潛藏在公路上的亡靈                  | 1月23日      |
| 4           |      | 深海特快車·救出大作戰               | 1月30日      |
| 5           |      | 來自冠軍的挑戰書                    | 2月6日       |
| 6           |      | 是敵還是友？神秘賽車手・X           | 2月13日      |
| 7           |      | 強襲！梅菲斯特菲雷斯                | 2月20日      |
| 8           |      | 小舞要結婚!?呼風喚雨的少年賽車手    | 2月27日      |
| 9           |      | 光之忍者！將陰影的秘密曝光!!        | 3月6日       |
| 10          |      | 對決！蒙面賽車手X                   | 3月13日      |
| 11          |      | 甦醒吧！賭上復活之光榮的天馬        | 3月20日      |
| 12          |      | 神秘的偷襲!?被盯上的傑特森          | 4月17日      |
| 13          |      | 穿越號登場！天才教授詭異的愛情      | 4月24日      |
| 14          |      | 與惡魔暴走！石像怪的甦醒            | 5月1日       |
| 15          |      | 風見舞的突襲報導，X究竟是誰!?       | 5月8日       |
| 16          |      | 大城市的驚悚！復仇的連環爆炸預告    | 5月15日      |
| 17          |      | 影之音速號・阿爾巴多羅斯            | 5月22日      |
| 18          |      | 亞馬遜拉力賽篇 秋葉原教授的陷阱     | 5月29日      |
| 19          |      | 亞馬遜拉力賽篇 沉睡的黃金雕像       | 6月5日       |
| 20          |      | 最快的野獸士兵獵豹王                | 6月12日      |
| 21          |      | 地球拉力賽 決一死戰的奇蹟射門       | 6月19日      |
| 22          |      | 音速號全新的旅程                    | 7月2日       |
| 23          |      | 爭奪戰！在西部地區沉睡的神秘圓盤    | 7月9日       |
| 24          |      | 恐龍樂園 守護太古之生命！           | 7月16日      |
| 25          |      | 激鬥的近未來 賭上生死的決鬥賽車     | 7月23日      |
| 26          |      | 中世紀騎士 法蘭克之魂               | 7月30日      |
| 27          |      | 神秘太陽神 向金字塔方向跑！         | 8月6日       |
| 28          |      | 沉在海底的傳說 亞特蘭提斯           | 8月13日      |
| 29          |      | X再次歸來！粉碎執行官的野心         | 8月20日      |
| 30          |      | 隱藏在冰河內的太陽 追逐巨大猛瑪象！ | 8月27日      |
| 31          |      | 傳達至天上的訊息 音速號繪製地面畫！ | 9月3日       |
| 32          |      | 來自冥界的誘惑 將愛給深植的回憶們   | 9月10日      |
| 33          |      | 甦醒的友情 最強敵手集合             | 9月17日      |
| 34 (完結篇) |      | 賭上未來的決戰 崩壞的潘朵拉城       | 9月24日      |